# Provaz

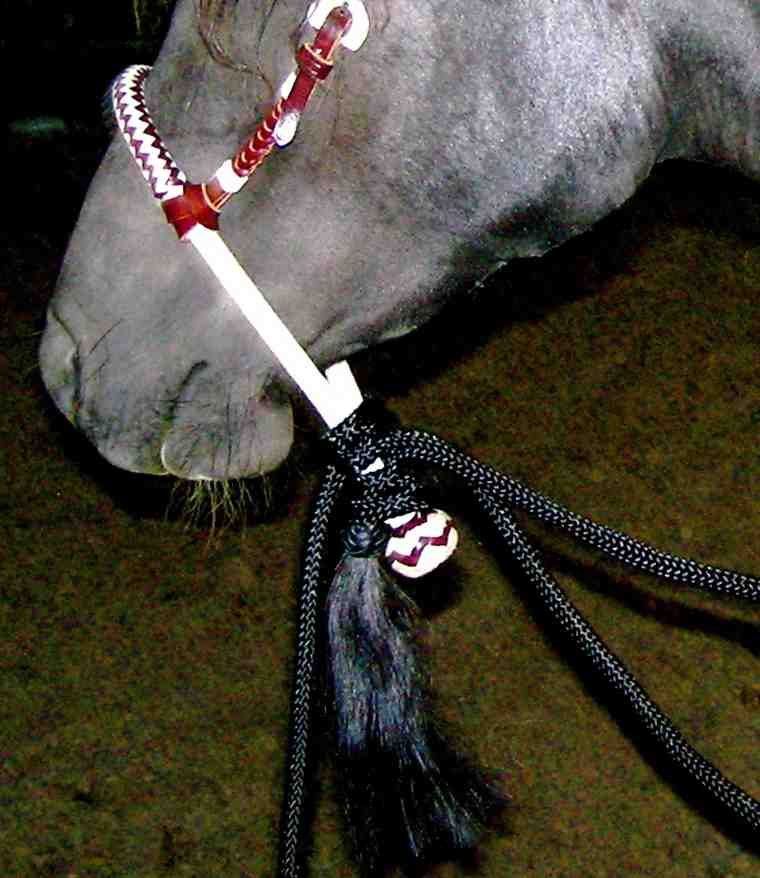
Provazová ohlávka

Provaz se v odborné literatuře definuje jako stáčené textilní lano malého průřezu a krátkých délek s různým zakončením, vyrobené převážně z konopných vláken a s použitím hlavně pro zemědělské účely.
Provaz jsou dlouhá silná konopná, lněná, sisálová aj. vlákna, stočená do jednoho celku, která slouží k vázání, svazování, tažení ap. (viz Slovník spisovného jazyka českého).
S označením provaz se však v textilním obchodě nabízí také např. kokosová šňůra. nebo polyesterové lano bez jakéhokoliv zakončení nebo zvláštní úpravy.